# Kaapse casarca
De Kaapse casarca (Tadorna cana) is een vogel uit de familie Anatidae en is verwant aan de casarca en de bergeend. De wetenschappelijke naam van de soort is voor het eerst geldig gepubliceerd in 1789 door Gmelin.

## Beschrijving
Deze eend lijkt op een (gewone) casarca, met een lengte van 64 cm en hetzelfde kaneelkleurige verenkleed. In vlucht is op de vleugels een patroon van afwisselend wit, zwart en groen te zien. Kenmerkend is de grijze kop en nek van een volwassen mannetje. Het vrouwtje heeft een witte kop rond het oog, maar een zwarte of grijze kruin en nek.

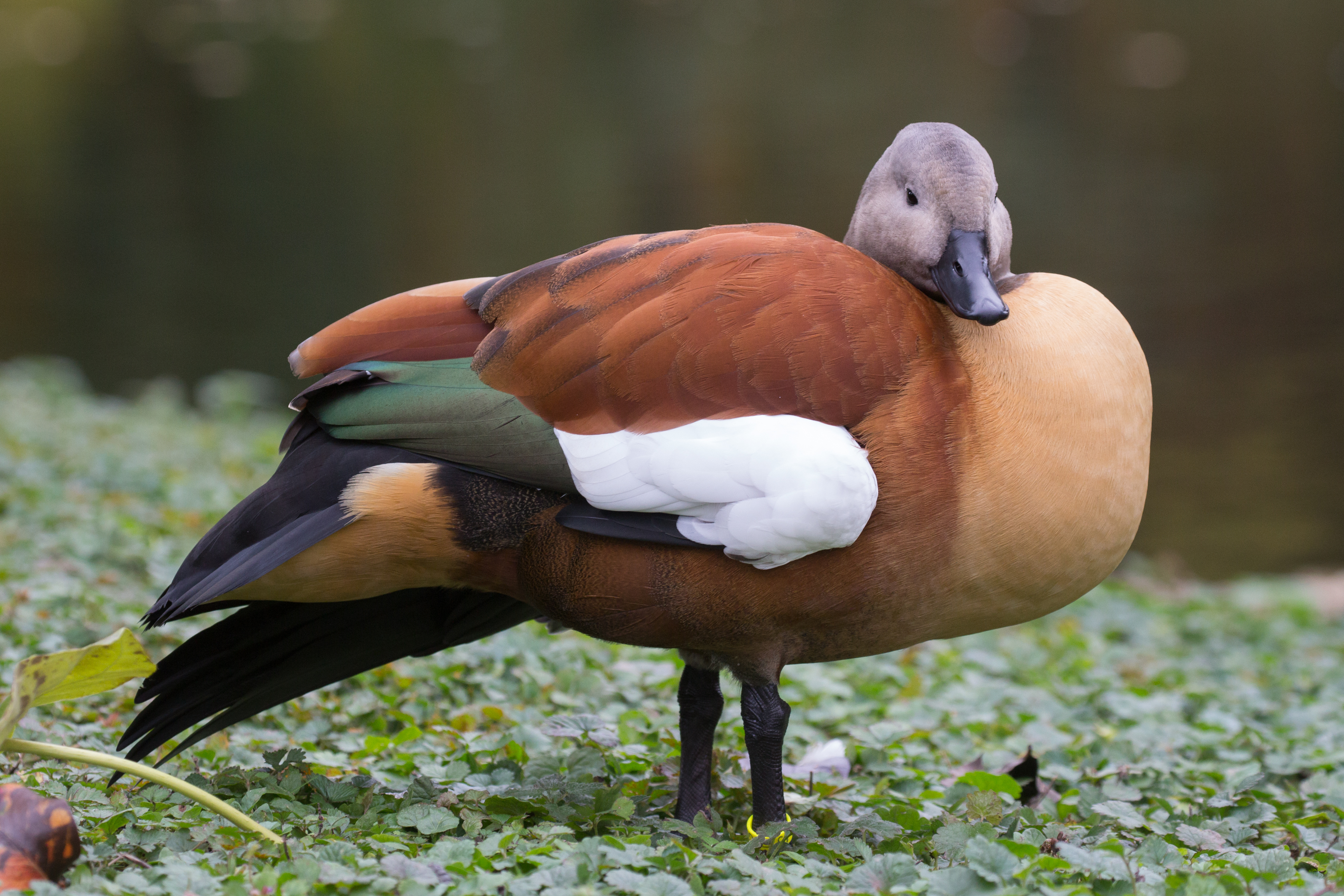
Mannetje
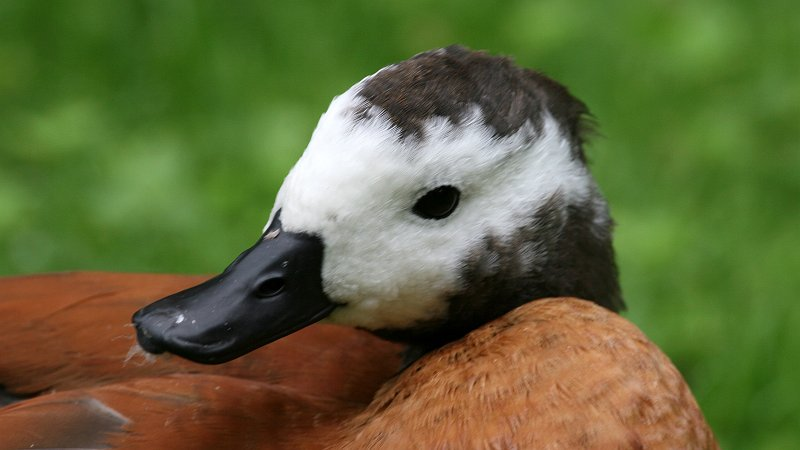
Vrouwtje

## Voorkomen en leefgebied
De soort komt  voor in het zuiden van Afrika, voornamelijk in Zuid-Afrika en Namibië. Het is een eend die voorkomt in open landschappen in de buurt van meren en rivieren. In de periode november-december trekken de vogels over korte afstand naar gebieden met diepe meren en plassen, waar ze in groepen van 400 tot 5000 individuelen samenscholen om te ruien.

## Beschermingsstatus
Deze water vogel valt onder de wettelijke bescherming van het AEWA-verdrag.
De Kaapse casarca heeft een ruim verspreidingsgebied en daardoor alleen al is de kans op uitsterven uiterst gering. Er is aanleiding te veronderstellen dat de soort in aantal vooruit gaat. Om deze redenen staat de Kaapse casarca als niet bedreigd op de Rode Lijst van de IUCN.